# 安田芙充央
安田 芙充央（やすだ ふみお、Fumio Yasuda、1953年 - ）は、日本の作曲家、ピアニスト、ジャズピアニストである。

## 人物・来歴
1953年（昭和28年）、東京都に生まれる。国立音楽大学作曲学科卒業。クラシック、ジャズ、フリー・インプロヴィゼーション、現代音楽の技法を用い、ピアノ曲、室内楽、オーケストラの作品を発表している。
2000年、『花曲 (Kakyoku)』をドイツのウィンター&ウィンター・レコードより発表し、作曲家としてヨーロッパでデビューした。
2004年、ミュンヘン・オペラ・フェスティバル委嘱作品のオペラ「Der Kastanienball」の作編曲を担当し、ピアニストとして出演した。
2005年、スイスの音楽祭「Stanser Musiktage」で自身のピアノとバーゼル室内管弦楽団によりピアノ協奏曲「ピアノと弦楽オーケストラの為の架空映画」、テオドロ・アンゼロッティをソリストに迎えた「アコーディオン協奏曲」を初演した。
2006年からテオ・ブレックマンと共演プロジェクトを開始した。
2013年、マルチメディア・インスタレーション「On The Path Of Death And Life」をニューヨーク、ミュンヘン、ボルドーにて上演した（Stefan Winter,akimuseと共演、写真映像：荒木経惟）。
2014年、ウィーン楽友協会大ホール「Tonkünstler-Orchester Niederösterreich concert」の作編曲を担当、ピアニストとして出演した（ピアノ・作編曲：安田芙充央、ボーカル：テオ・ブレックマン、指揮：ベルント・ルフ、ウィーン・トーンキュンストラー管弦楽団）。
ソロピアニストとしての活動として、2001年、ヴェルディのオペラをピアノ・トランスクリプションしたCD「Im Zauber von Verdi」、2014年のオリジナル・ピアノ曲によるCD 「Fractured Silence」の録音がある。
1995年より写真家・荒木経惟の映像作品「Arakinema」の音楽を担当した。
ジャズピアニストとして高柳昌行と共演している。

## 主な作品

### 協奏曲
- アコーディオン協奏曲 (2002年-2004年)
- ピアノ協奏曲「ピアノと弦楽オーケストラの為の架空映画」 (2004年)

### 管弦楽曲
- In 1930（2001年）
- Love Scenes（2001年）
- Gig（2001年）
- In 1930（2001年）
- Tango for November（2002年）
- Death Sentiment I～V　（2002年）（オーケストラ・チェロ・サンプラー・音響・ピアノ）
- Blue Ruins（アコーディオン・オーケストラ）（2002年）
- To the Mark of Dream（2002年）
- Last Requiem（2002年）
- Tango in Amesa（2003年）
- Rain Choral （2003年）
- Epitaph 1939（2003年）
- A song of Lucrezia （2004年）
- Las Vegas Rhapsody（2006年）
- Suite Efua for Orchestra（2008年）

### 室内楽曲
- A Piece "Chord Progression of Bill Evans"(for Clarinet & Piano)（1994年）
- Things that are missing here（チェロ・ピアノ）（2001年）
- Tari（チェロ・弦楽四重奏）（2001年）
- Song for Nenna (for ViollonCello)（2002年）
- Fragment of Portrait（メロディカ・ピアノ）（2002年）
- Song of Lydia（チェロ・ピアノ）（2002年）

### ピアノ曲
- Kakyoku（2002年）
- B flat Minor after Verdi（2002年）
- For Piano 全9曲（2005年）
- Fractured Silence 全21曲（1973年 - 2013年）

## ディスコグラフィ

### リーダー・アルバム
- 『花曲 (Kakyoku)』 - Kakyoku (2000年、Winter & Winter)
- Im Zauber Von Verdi - Charmed With Verdi (2001年、Winter & Winter)
- Schumann's Bar Music (2002年、Winter & Winter)
- 『天の青』 - Heavenly Blue (2005年、Winter & Winter) ※with Kammerorchester Basel、Teodoro Anzellotti
- Las Vegas Rhapsody - The Night They Invented Champagne (2006年、Winter & Winter) ※with テオ・ブレックマン
- Berlin - Songs Of Love And War, Peace And Exile (2007年、Winter & Winter) ※with テオ・ブレックマン
- Schumann's Favored Bar Songs (2009年、Winter & Winter) ※with テオ・ブレックマン
- On The Path Of Death And Life (2013年、Winter & Winter)
- Mother Goose's Melodies (2013年、Winter & Winter) ※with テオ・ブレックマン
- Fractured Silence: Piano Solo (2014年、Winter & Winter)
- 『アジアに吹く風 - 安田芙充央サウンドトラック集』 (2015年、Roving Spirits) ※NHK-BSプレミアム『井浦新 アジア・ハイウェイを行く』サウンドトラック with Akimuse
- Erik Satie - Musique D'Entracte (2017年、Winter & Winter)
- Poem of a Cell Vol. 3 : Divine Love (2018年、Winter & Winter)
- Forest (2019年、Winter & Winter)
- 『MY DEAR』 - My Dear - Mari Adachi Plays Fumio Yasuda (2022年、Pourqoi) ※with 安達真理
- 『凛』 - Rin (2023年、Pourqoi) ※with 石井彰

### 参加アルバム
- Alexander Schiffgen : Orient-Express (2001年、Winter & Winter)
- Various Artists : Metropolis Shanghai - Showboat To China (2005年、Winter & Winter)
- Various Artists : Der Kastanienball (The Fall Of Lucrezia Borgia) (2005年、Winter & Winter)
- 高柳昌行 : 『断層 -dislocation-』 - Dislocation (2005年、JINYA DISC) ※1983年録音
- エルンスト・レイスグル : Tell Me Everything (2008年、Winter & Winter)
- 美山夏蓉子 : 『オビヤビヤ』 - Obiyabiya (2009年、Roving Spirits)
- Various Artists : Metamorphosis: Classical Meets Jazz And Modern (2015年、Winter & Winter)
- Various Artists : Accordion Time Voyage (2015年、Winter & Winter)
- Various Artists : Nightlife Sounds Of The City (2015年、Winter & Winter)
- 萩原貴子 : 『スーパー・オペラ・ファンタジー』 - Super Opera Fantasy (2019年、Pourqoi)
- 若林かをり : 『マイ・フェイヴァリット・ソングス』 - My Favorite Songs (2019年、Pourqoi)
- 黒田由樹 & 黒田亜樹 : 『Super Gershwin』 - Super Gershwin (2021年、Pourqoi)
- Akimuse : 『この星のみんなが幸せ』 - A Happier Planet (2021年、Pourqoi)

## フィルモグラフィ
すべてクレジットは「音楽」である。
- 『Help Me Eros（英語版）』（監督リー・カンション、2007年）
- 『さくらんぼ 母ときた道（中国語: 櫻桃』、監督チャン・ジャーベイ、2009年）
- 『罪とか罰とか』（監督ケラリーノ・サンドロヴィッチ、2008年）
- 『Midnight Beating（英語版）』（監督チャン・ジャーベイ、2010年）
- 『見えないほどの遠くの空を』（監督榎本憲男、2011年）
- 『何かが壁を越えてくる』（監督榎本憲男、2012年）
- 『BEFORE THE FULL MOON RETURNS (Man Yue Gui Lai Shi)』（監督Danliewen、2014年）